# 이동순 (1962년)
이동순(1962년~ 은 대한민국의 기업가이다.

## 경력
- 아모레퍼시픽 대표이사 (SCM, 안전)
- 아모레퍼시픽 부사장 (SCM유닛)
- 아모레퍼시픽 SCM 유닛 전무
- 퍼시팩패키지 대표이사, 상무
- 아모레퍼시픽 SCM부문 뷰티사업장 품질담당 상무
- 아모레퍼시픽 SCM지원담당 상무
- 아모레퍼시픽 매스뷰티사업장 공장장
- 태평양 대전공장 공장장

## 학력
- 동아대학교 대학원 산업공학 석사